# Fédération internationale de tchoukball
La Fédération internationale de tchoukball (FITB) è la federazione sportiva internazionale che governa lo sport del tchoukball.

## Federazioni membri[1]
Asia
- JTBA Japan Tchoukball Association
- KTBA Korea Tchoukball Association
- PTBF Pakistan Tchoukball Federation
- ROCTBA Republic of China Tchoukball Association
- ITBF Indian Tchoukball Federation
- TAHK Tchoukball Association of Hong Kong
- Tchoukball Association of Macao
- TMB Tchoukball Malaysia Bethel
- TBAS Tchoukball Association of Singapore
- PTBA Tchoukball Association of Philippine
- VTBA Vietnam Tchoukball Association

Europa
- Tchoukball UK
- FSTB Swiss Tchoukball Federation
- FTBI Italian Tchoukball Federation
- FFTB french tchoukball federation
- ATBF Austria Tchoukball Federation
- SKF Stowarzyszenia Kultury Fizycznej “Tchoukball.pl”
- STBA Spain Tchoukball Association
- CRTBA Czech Republic Tchoukball Association

America
- USTBA U.S. Tchoukball Association
- Association Canadienne de Tchoukball
- ABTB Brazilian Tchoukball Association
- FCTB Colombian Tchoukball Federation
- AATB Argentina Tchoukball Federation

Africa
- GTA Ghana Tchoukball Association
- KTF Kenya Tchoukball Federation
- TTA Togo Tchoukball Association
- MTA Marocco Tchoukball Association
- CTA Cameroon Tchoukball Association
- BTA Benin Tchoukball Association